# Fernando Belasteguín
Fernando Belasteguín, meglio conosciuto come Bela (Pehuajó, 19 maggio 1979), è un dirigente sportivo ed ex giocatore argentino professionista di padel.
Soprannominato El Boss e La Leyenda de Pehuajó, è considerato come uno dei più grandi giocatori di padel di tutti i tempi.
Con 230 titoli conquistati in 286 finali disputate, è il giocatore di padel più vincente della storia. È inoltre l'unico giocatore di padel argentino a vincere 11 Premi Olimpia d'argento. Il suo record comprende sei campionati del mondo di padel vinti nelle edizioni 2002, 2004, 2006, 2014, 2016 e 2022.

## Biografia

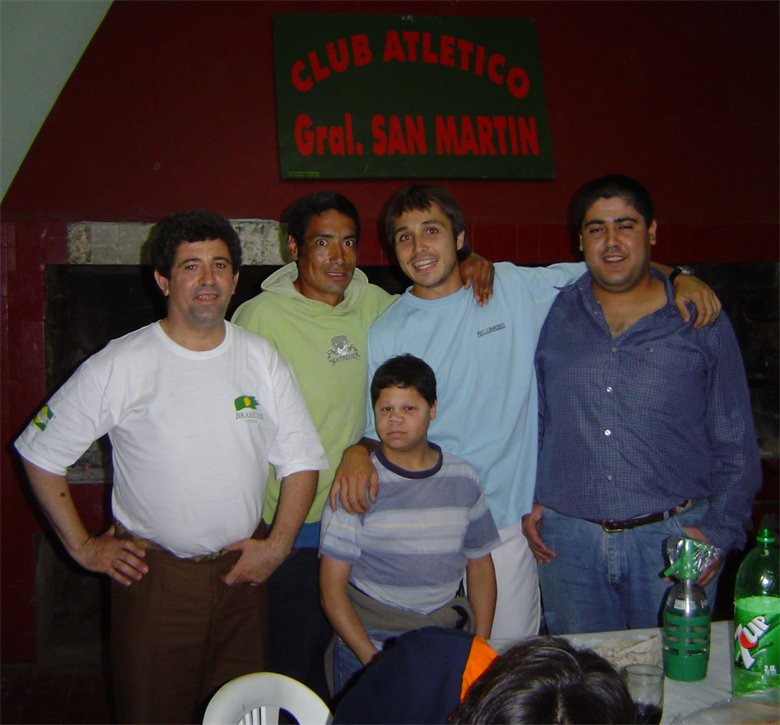

Nato nel 1979 a Pehuajó in Argentina, Bela possiede la doppia cittadinanza: argentina dal luogo di nascita e spagnola dal luogo di residenza.

## Carriera

### 1990-1995 Gli inizi nel mondo del Padel e debutto da professionista
Ha iniziato a giocare a Padel nel 1990, quando negli impianti del Club Atlético Gral nella città di Pehuajó, dove giocava a calcio nelle categorie inferiori, furono costruiti campi da padel e tennis. All'età di 10 anni fu scoperto dal padre di Matías Díaz e da suo fratello Godo Díaz, giocatori professionisti di padel, con i quali iniziò ad allenarsi e competere nei tornei della città di Buenos Aires.
Ha debuttato nel circuito professionista nel 1995 a Mar del Plata all'età di 15 anni.

### 2002-2015: Unione con Juan Martín Diaz e N.1 al mondo

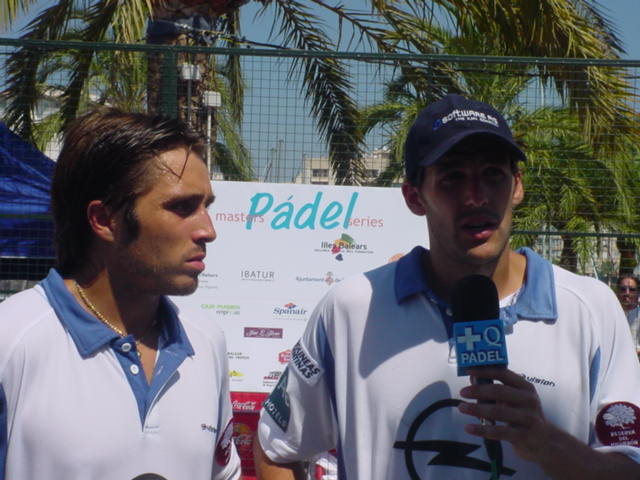
Bela con il compagno Díaz nel 2005

#### 2002
Nel 2002 fece coppia con lo spagnolo nazionalizzato Juan Martín Díaz e insieme rimasero la coppia numero 1 al mondo per 13 anni consecutivi, detenendo il record di imbattibilità con 1 anno e 9 mesi senza perdere nemmeno una partita, vincendo 22 tornei consecutivi tra settembre 2005 e giugno 2007. Già nel 2002 si posizionarono come la migliore coppia del mondo, raggiungendo tutte le finali dei tornei; Hanno vinto titoli a Bilbao, San Sebastián, Altea, Oropesa del Mar, El Puerto de Santa María, Santander, Madrid, Barcellona e Siviglia, perdendo solo 2 finali.

#### 2003
Nel 2003, Díaz e Belasteguín dominarono ancora una volta il circuito, trionfando a Melilla, Valladolid, Bilbao, Oropesa del Mar, Marbella, Madrid e Siviglia. I suoi grandi rivali in questa stagione sono stati ancora Reca e Nerone, classificati al secondo posto nel ranking mondiale.

#### 2004
Nel 2004 hanno raggiunto il terzo anno consecutivo come numero 1 dopo aver vinto a Bilbao, Melilla, Siviglia, Valladolid, Barcellona , Santander, Cadice, Puerto Santa María, Madrid, Siviglia II e il Master di Madrid. Ancora una volta Reca e Nerone sono gli inseguitori, che poco possono di fronte alla forza della coppia argentina. A Buenos Aires entrambi vengono incoronati ancora una volta campioni del mondo in coppia, sconfiggendo nuovamente Reca e Nerone in finale. Nel Campionato a squadre, Bela alza ancora una volta la coppa del mondo con l'Argentina, questa volta giocando la finale insieme a Mariano Lasaigues, nella quale conquistano il la vittoria contro Juan Martín Díaz e Raúl Arias.

#### 2005

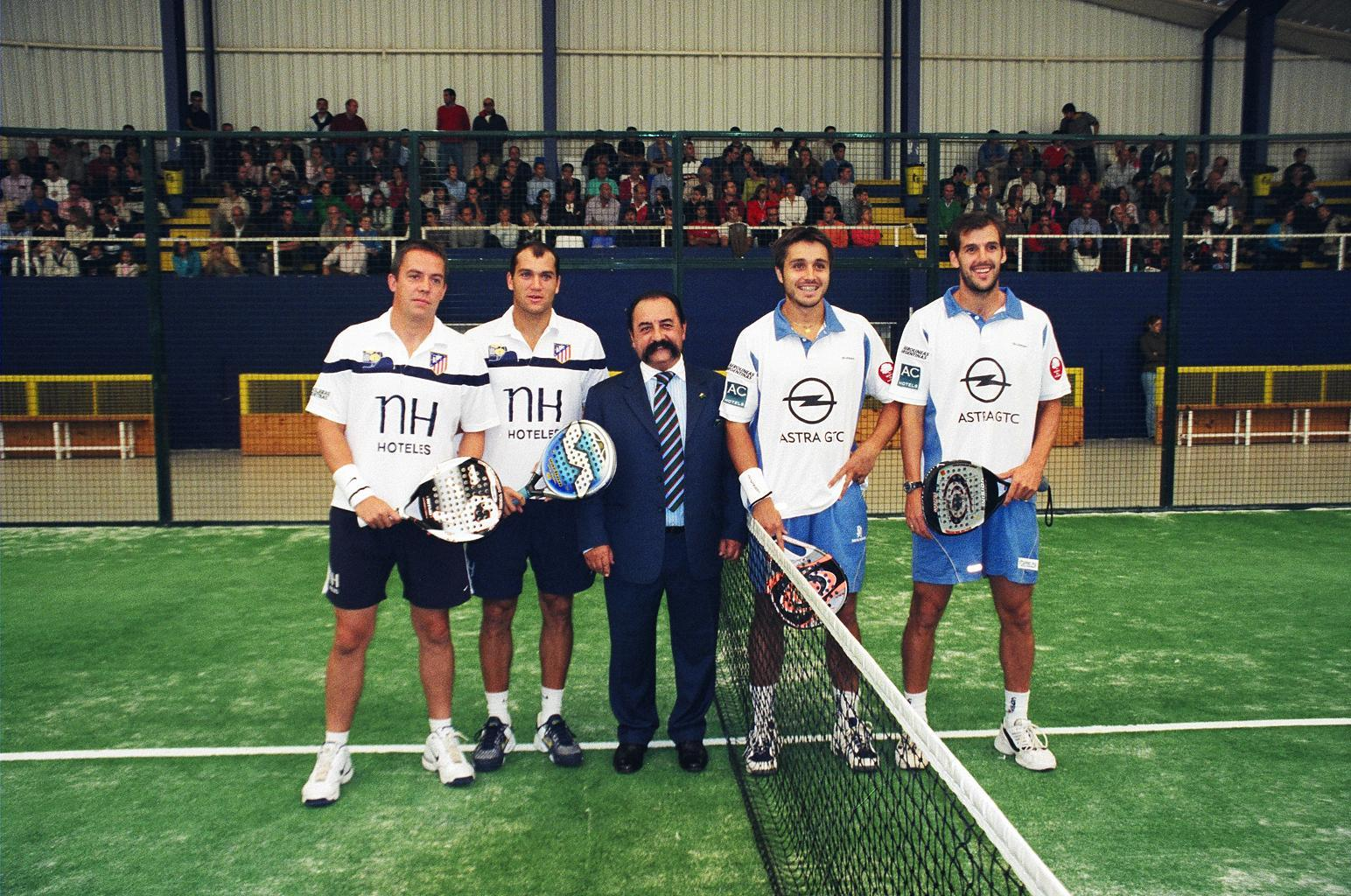

Nel 2005 hanno trionfato a Barcellona, Valencia, Lisbona, Cordova, Master di Madrid, Fuengirola, Oropesa del Mar, Palma di Maiorca, Badajoz e Bilbao. Dopo aver perso a settembre in semifinale dell'Internacional de Madrid contro Cristian Gutiérrez e Hernán Auguste, hanno iniziato una serie praticamente insormontabile di 1 anno e 9 mesi senza perdere partite, con 22 titoli lungo il percorso.

#### 2006
Nel 2006 non hanno perso una sola partita e hanno vinto 17 trofei nella prima stagione del Padel Pro Tour, il primo tentativo di creare un circuito internazionale di padel professionistico. Quest'anno Bela non partecipa alla Coppa del Mondo a coppie, ma partecipa alla Coppa del Mondo a squadre dove l'Argentina viene incoronata nuovamente campione nella finale con Mariano Lasaigues.

#### 2007
Nel 2007, Bela e Díaz hanno trionfato a Córdoba , Barcellona, Madrid, Valencia, Vitoria, Madrid II, Oropesa del Mar, Salamanca, Fuengirola, Cadice, Palma di Maiorca, Mérida, San Sebastián, Saragozza, Bilbao, Las Palmas, Alicante e nel Master di Madrid. La loro serie di imbattibilità è stata interrotta nel quarto torneo dell'anno a Valladolid da Cristian Gutiérrez e Seba Nerone. Quest'anno hanno perso solo altre 2 semifinali, vincendo tutti gli altri tornei giocati.

#### 2008
Nel 2008 vincono a Ciudad Real, Granada, Santander, Barcellona, Majadahonda, Logroño, Vitoria, Comunidad de Madrid, Marbella, Fuengirola, Benicasim, Maiorca, Mérida, San Sebastián, Saragozza e Bilbao. Nel Master di Madrid sono sorprendentemente caduti nella fase a gironi, anche se ciò non ha impedito loro di essere incoronati n.1 al mondo per il settimo anno consecutivo. Quest'anno Bela non ha partecipato ai campionati del mondo svoltisi a Calgary, in Canada.

### 2015-2019: Unione con Pablo Lima e ultimi titoli internazionali

#### 2015
Nel 2015, dopo 13 anni come partner di Juan Martín Díaz, inizia a giocare con un nuovo compagno, il brasiliano Pablo Lima. Durante l'anno Bela ha mantenuto la leadership nº1 al mondo e dopo aver dominato il circuito dall'inizio alla fine dell'anno, sono diventati la coppia con la migliore classifica.

#### 2016
Nel 2016, dopo un'altra eccellente stagione con il brasiliano, si è riconfermato al vertice della classifica per il 15º anno consecutivo nel World Padel Tour, per la quale gli è stata consegnata una targa commemorativa.

#### 2017
Nel 2017, Bela e Pablo hanno iniziato perdendo in finale i primi due tornei della stagione contro Paquito Navarro e Sanyo Gutiérrez, vincendo nei due tornei successivi, a Barcellona e La Coruña. Nel quinto torneo della stagione sono stati costretti al ritiro in finale, dopo l'infortunio di Bela, cedendo il terzo torneo della stagione a Paquito e Sanyo.
Al ritorno dopo l'infortunio, al Gran Canaria Open, hanno perso ai quarti di finale. All'Open di Alicante hanno raggiunto una nuova finale dopo aver sconfitto la giovane coppia formata da Juan Tello e Federico Chingotto il 26 agosto 2017 e hanno sconfitto in finale Paquito e Sanyo.

#### 2018
L'inizio del 2018 è stato complicato per Bela e Lima. Nonostante siano riusciti a vincere il secondo torneo della stagione, l'Alicante Open, nei tre tornei successivi sono stati sconfitti al primo turno, cosa che ha fatto sì che Sanyo Gutiérrez, che aveva fatto un inizio di stagione impressionante con Maxi Sánchez vincendo 3 tornei su 5 giocate, potesse avvicinarsi alla conquista del ranking di numero uno al mondo.
Tuttavia, dopo la conquista del Valencia Master da parte di Bela e Lima, per il momento sono scomparse le possibilità di perdere la vetta del ranking. Anche se poco dopo Bela perse il numero 1, che aveva mantenuto per 16 anni, dopo aver saltato l'Open di Andorra per un infortunio.
Dopo un lungo recupero dall'infortunio che ha fece riflettere Bela sulla possibilità di ritirarsi, riuscì finalmente a tornare per l'ultimo torneo della stagione, il Madrid Master Final 2018, giocato con Pablo Lima. Entrambi arrivarono alla finale, dove incontrarono Maxi Sánchez e Sanyo Gutiérrez, la coppia già confermata numero 1 al mondo nel 2018. In una grande partita la coppia argentino-brasiliana riuscì a batterla 7-6 e 6-3. Belasteguín tornò così nella competizione, conquistando l'ennesimo titolo nella sua lunga carriera.
(Francisco Belasteguín)

#### 2019
Nel 2019, Belasteguín ha continuato a giocare al fianco di Pablo Lima. Tuttavia, a metà stagione a causa degli scarsi risultati, hanno deciso di separare le loro strade, dopo più di 4 anni insieme e dopo essere stati la coppia numero 1 al mondo per 3 anni consecutivi.

### 2019-2020: Unione con Agustín Tapia

#### 2019
Agustín Tapia divenne il nuovo compagno di Bela, divenendo la coppia con la maggiore differenza di età tra i componenti, ovvero 20 anni. Nella prima metà dell'anno vinsero il Master di Madrid, sconfiggendo i numeri 1, Sanyo e Maxi, con un doppio 6-4 e una finale, quella del Master di Barcellona, perdendo 7-6 e 6-3 contro Pablo Lima e Alejandro Galán. Bela e Tapia avevano unito le forze al Mijas Open di agosto come 10a coppia in classifica a causa dei pochi punti di Agustín, ma hanno concluso l'anno come 4a coppia.

#### 2020
Nel 2020, Belasteguín ha gareggiato con Agustín Tapia tutto l'anno, partendo dalla 5º posizione del ranking di doppio. Durante la stagione regolare, colpita dalla pandemia di COVID-19, sono riusciti a vincere esclusivamente il Sardegna Open a settembre. Hanno raggiunto il Final Master in coppia.
Poco prima di debuttare nei quarti di finale del Final Master a Minorca, hanno annunciato in un video la loro separazione per la stagione successiva. Nel loro ultimo torneo della stagione, riuscirono a battere la coppia numero uno di quell'anno, Juan Lebrón Chincoa e Alejandro Galán, 6-3 e 7-6 in finale in una partita culminata in una tie-break di 24 punti, diventando così il giocatore più anziano (41 anni) a vincere un trofeo, mentre Tapia il più giovane a (21 anni).

### 2021: Unione con Sanyo Gutiérrez

#### 2021
Pochi giorni dopo Bela annuncia il suo nuovo partner per il 2021, Sanyo Gutiérrez. Si formò così una coppia di grande esperienza con l'obiettivo di tenere testa ai nuovi giovani talenti, in particolare ai numeri 1 Lebron e Galán. Nell'aprile 2021 conquistano il primo torneo della stagione, l'Open di Madrid, dopo aver sconfitto in 3 set Franco Stupaczuk e Alex Ruiz. Questo ottimo inizio fu presto rovinato dalla sconfitta nei quarti di finale nei due tornei successivi, e nel successivo l'abbandono in semifinale a causa dell'infortunio di Bela.
Sono tornati a Valladolid dove hanno perso in semifinale. All'Open di Valencia hanno battuto in semifinale Tello e Chingotto con un doppio 6-4 e si sono affrontati in finale contro Lebron e Galán. Era la prima volta quest'anno, nel settimo torneo, che la coppia 1 si confrontava con la coppia 2 (in finale). Dopo una grande partita, gli argentini hanno conquistato il titolo 7-5, 3-6 e 6-4.
Tuttavia, a settembre Sanyo e Bela decisero di separarsi come coppia.

### 2021-2022: Unione con Arturo Coello

#### 2021
Pochi giorni dopo, Bela annunciò che il suo prossimo partner sarebbe stato Arturo Coello, formando così una coppia molto simile a quella che aveva fatto con Tapia, ma ora con un partner mancino. Hanno iniziato come coppia numero 6 e, nonostante abbiano perso ai sedicesimi e raggiunto le semifinali solo una volta (all'Open di Córdoba, dove hanno perso entrambi i tie-break contro Paquito e Martín Di Nenno), decisero di continuare insieme anche la successiva stagione.

#### 2022
Nel 2022 hanno iniziato la stagione come coppia 7, ma la loro crescita è stata inarrestabile. Hanno vinto il primo torneo a Miami e, dopo aver raggiunto una finale e due semifinali prima dell'estate, sono riusciti ad arrivare in semifinale in tutti e sei i tornei a settembre e ottobre, arrivando in finale tre volte vincendo il Master di Madrid e l'Open di Amsterdam. Hanno concluso l'anno sul punto di vincere il Master di Buenos Aires e si sono salutati al Master Finale di Barcellona come 3a coppia al mondo e molto vicina alla 2a, Sanyo e Tapia.

### 2023: Ritorno con Sanyo Gutiérrez

#### 2023
Proprio con questa coppia si sono scambiati per la stagione 2023; Coello è tornato con Tapia e Sanyo con Belasteguín. Dall'aprile a dicembre 2023, ha avuto anche un parentesi in coppia con Mike Yanguas.

### 2024: Ritiro dal padel professionistico

#### 2024
Per questa stagione Belasteguín è affiancato inizialmente da Luciano Capra, per poi passare ad aprile in coppia con Juan Tello e Valentino Gabriel Libaak per il termine della stagione. Nel febbraio 2024, Belasteguín ha annunciato il ritiro come giocatore professionista.
Ha disputato la sua ultima partita il 5 dicembre 2024, nel Milano Premier Padel P1.
Volge così al termine la sua carriera nel mondo del padel, dopo aver disputato oltre 170 tornei e 1700 partite da professionista.

### Direttore sportivo
Nel marzo 2025 ha assunto il ruolo di direttore del motorola razr Miami Premier Padel P1 2025, la prima edizione del torneo di Padel di Miami e secondo evento della stagione del Premier Padel.

## Caratteristiche tecniche e stile di gioco

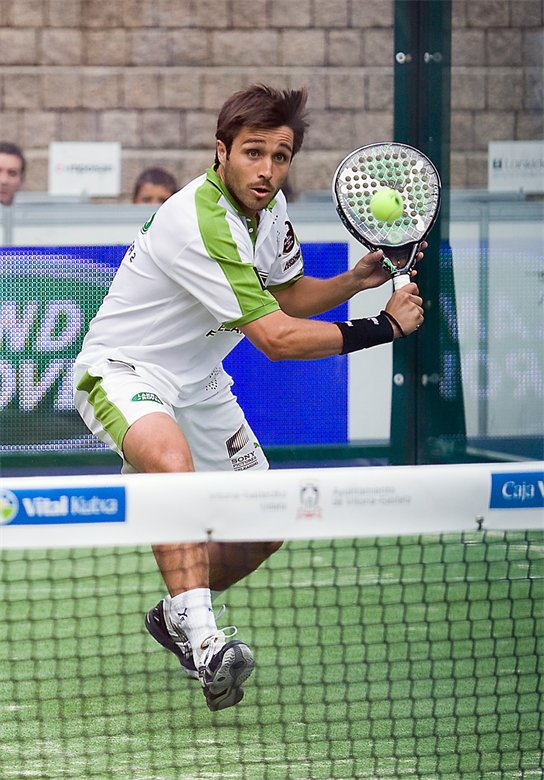

Noto per le sue eccezionali abilità tecniche e il suo stile di gioco unico nel mondo del padel, è noto per la sua difesa solida e consistente. La sua capacità di parare colpi difficili e di mantenere la palla in gioco è una delle sue forze principali. Ha una vasta gamma di colpi nel suo repertorio, inclusi smash, lob, e colpi corti. Questa varietà gli permette di adattarsi a diverse situazioni di gioco.
Anche se inizialmente era noto per il suo gioco difensivo, Bela ha sviluppato un approccio più aggressivo nel corso degli anni, combinando potenza e precisione nello scambio. La sua mentalità competitiva e la sua determinazione sono state elementi chiave del suo successo.